# Chrysojasminum humile
Il gelsomino giallo (Chrysojasminum humile (L.) Banfi, 2014) è una pianta della famiglia delle Oleacee, originaria dell'Afghanistan, del Tagikistan, del Pakistan, del Nepal, della Birmania, dell'Himalaya e della Cina sudoccidentale (Gansu, Guizhou, Sichuan, Xizang, Tibet, Yunnan).
La specie, coltivata come pianta ornamentale, si è naturalizzata anche in Grecia, Sicilia e nei paesi della ex Jugoslavia.